# Bis Freitag, Robinson
Bis Freitag, Robinson (Originaltitel À vendredi, Robinson, englischer Titel See You Friday, Robinson) ist ein französisch-schweizerisch-iranisch-libanesischer Film in dokumentarischer Form unter der Regie von Mitra Farahani aus dem Jahr 2022. Der Film feierte im Februar 2022 auf der Berlinale seine Weltpremiere in der Sektion Encounters und erhielt dort den Spezialpreis der Jury.

## Handlung
Der Film zeigt den schriftlichen Gedankenaustausch der beiden betagten Filmemacher Jean-Luc Godard und Ebrahim Golestan aus dem Iran.
Jeden Freitag schreibt Golestan in London an Godard und schickt ihm einen neuen Aphorismus, ein Zitat, ein Bild oder eine Collage. Am nächsten Freitag kommt Godards Antwort in Wort und Bild aus Rolle in der Schweiz. Golestan ist dann in seinem Haus in Sussex damit beschäftigt, Godards rätselhafte Nachrichten zu entschlüsseln und zu deuten. Der schriftliche Austausch verheißt ein Treffen dieser beiden Götter auf der Flucht aus dem 20. Jahrhundert, die sich aufgrund der Umstände niemals begegnet sind. So geht es weiter und es stellt sich die Frage, ob Dichter in diesen Zeiten der Bedrängnis noch eine Existenzberechtigung haben.

## Produktion

### Filmstab

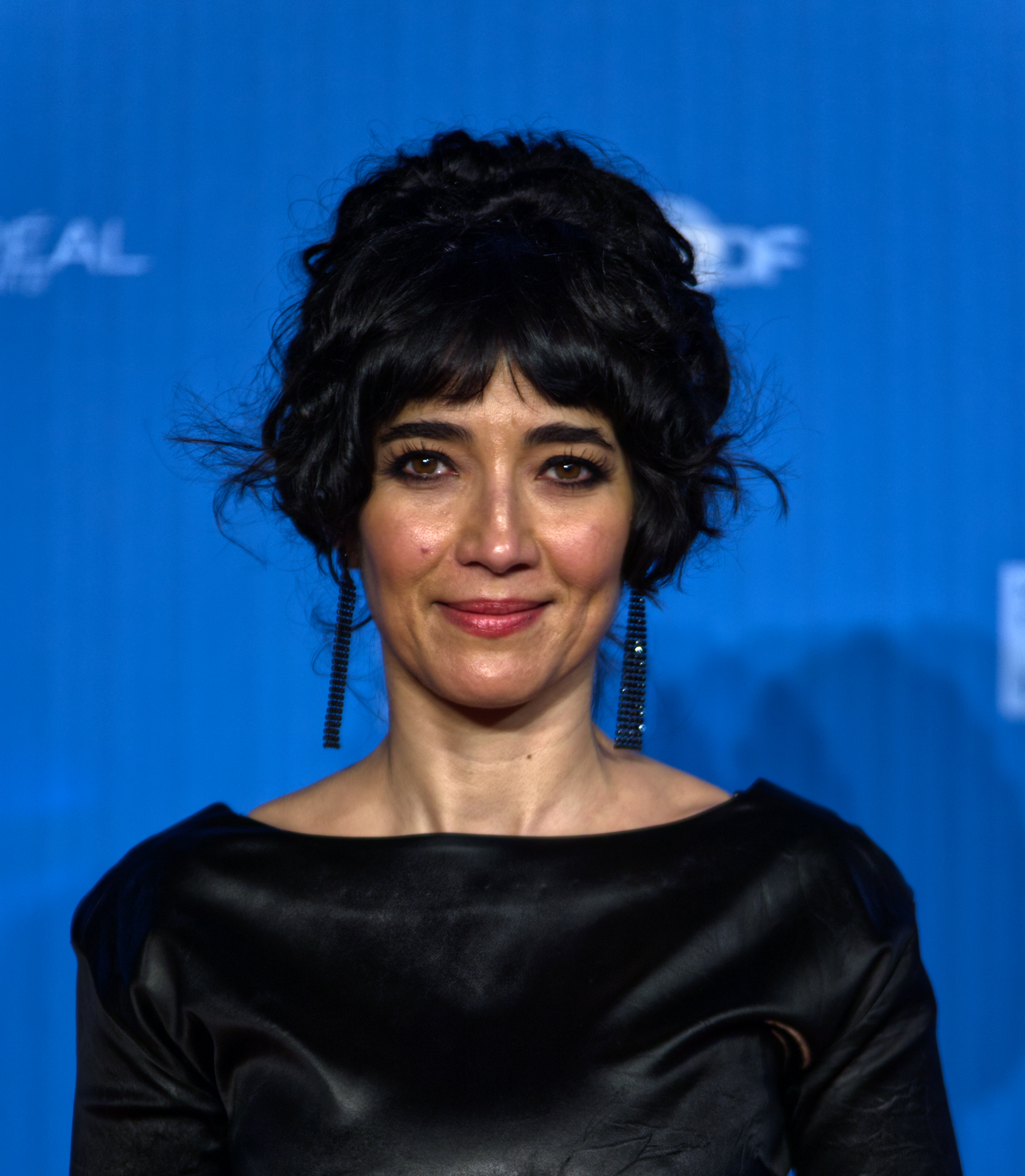
Mitra Farahani, Berlinale 2022

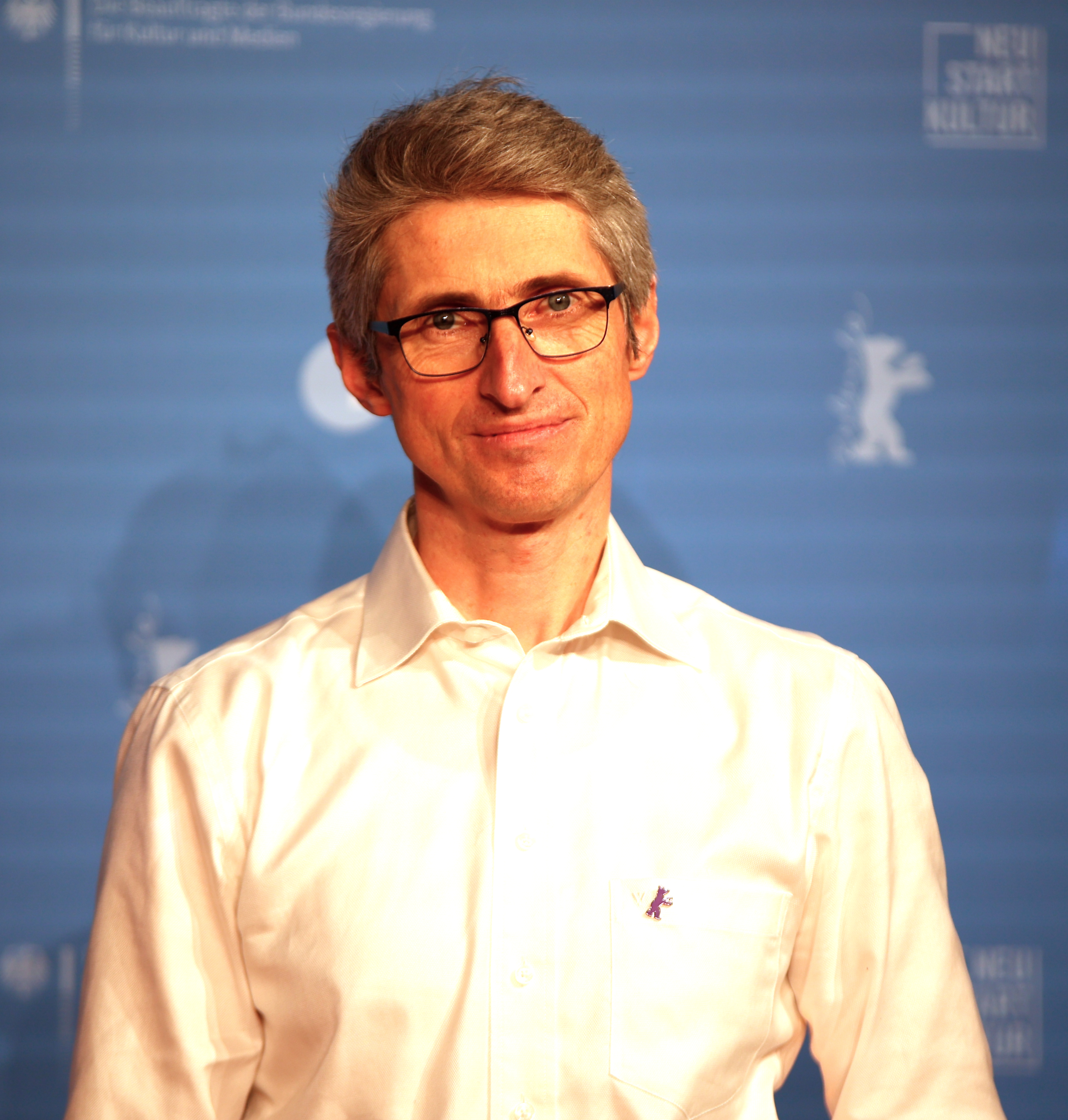
Kameramann Fabrice Aragno, Berlinale 2022

Regie führte Mitra Farahani, Editor war Godards langjähriger Kameramann Fabrice Aragno. Produzenten waren Mitra Farahani und Hamidreza Pejman.
In wichtigen Rollen sind Jean-Luc Godard und Ebrahim Golestan zu sehen.

### Produktion und Förderungen
Produziert wurde der Film in einer Kooperation der Länder Frankreich, Schweiz, Iran und Libanon. Das Centre national du cinéma et de l’image animée unterstützte die Produktion mit 50.000 Euro.

### Dreharbeiten und Veröffentlichung
Der Film feierte am 11. Februar 2022 auf der Berlinale seine Weltpremiere in der Sektion Encounters.

## Auszeichnungen und Nominierungen
- 2022: Internationale Filmfestspiele Berlin, Sektion Encounters: 
  - Spezialpreis der Jury
  - Nominierung für den Besten Film und für die Beste Regie[4]
- 2022: Berlinale Dokumentarfilmpreis (nominiert)[5]